# Qualifications de la zone Amériques pour la Coupe du monde de rugby à XV 2011
Navigation
Qualifications coupe du monde 2007 Qualifications coupe du monde 2015
Les qualifications de la zone Amériques pour la Coupe du monde de rugby à XV 2011 opposent 31 nations sur quatre tours de compétition du 11 mai 2008 au 21 novembre 2009. Les deux premières équipes du tour final sont qualifiées pour la Coupe du monde, tandis que le troisième joue un barrage contre une équipe africaine, une équipe européenne et une équipe asiatique. La phase de qualification débute par deux tournois régionaux, aux Caraïbes (premiers matchs de toutes les qualifications en avril 2008) et Amérique du Sud.

## Liste des participants aux qualifications
| - Bahamas - Barbade - Bermudes - Brésil - Canada - Chili | - Colombie - États-Unis - Guyana - Îles Caïmans - Jamaïque - Mexique | - Paraguay - Pérou - Saint-Vincent-et-les-Grenadines - Trinité-et-Tobago - Uruguay - Venezuela |

## Tour 1

### Tournoi des Caraïbes

#### Tour préliminaire
- Saint-Vincent-et-les-Grenadines 7 - 47  Mexique

#### Quarts de finale
- Îles Caïmans 12 - 39  Trinité-et-Tobago
- Guyana 10- 3  Jamaïque
- Bahamas 13 - 29  Bermudes
- Barbade 21 - 20   Mexique

#### Demi-finales
- Bermudes 13 - 25  Guyana
- Trinité-et-Tobago 56 - 0  Barbade

#### Finale
- Trinité-et-Tobago 40 - 24  Guyana

L'équipe de la Trinité-et-Tobago est qualifié pour le prochain tour de qualification de la région Amérique du Sud. Elle rencontrera le vainqueur de la Division B d'Amérique du Sud.

### Division B
- Brésil 34- 6  Colombie
- Paraguay 44- 7  Venezuela
- Venezuela 32-15  Colombie
- Paraguay 71-0  Pérou
- Colombie 25- 20  Pérou
- Brésil 56-8  Venezuela
- Brésil 59 - 0  Pérou
- Paraguay 60 - 7  Colombie
- Venezuela 41 - 3   Pérou
- Paraguay 6 - 15  Brésil

| Pays      | J | V | N | D |
| --------- | - | - | - | - |
| Brésil    | 4 | 4 | 0 | 0 |
| Paraguay  | 4 | 3 | 0 | 1 |
| Venezuela | 4 | 2 | 0 | 2 |
| Colombie  | 4 | 1 | 0 | 3 |
| Pérou     | 4 | 0 | 0 | 4 |

Le Brésil est qualifié pour le match de barrage du Tour 2 contre Trinité-et-Tobago, vainqueur du tournoi des Caraïbes.

## Tour 2
- Trinité-et-Tobago 8 - 31  Brésil
- Brésil 24 - 12  Trinité-et-Tobago au Stade ADC Parahyba

## Tour 3

### Tour 3A
- Brésil 3 - 79  Chili
- Chili 9- 46  Uruguay
- Uruguay 71-3  Brésil

| Pays    | J | V | N | D |
| ------- | - | - | - | - |
| Uruguay | 2 | 2 | 0 | 0 |
| Chili   | 2 | 1 | 0 | 1 |
| Brésil  | 2 | 0 | 0 | 2 |

L'Uruguay est qualifié pour le Tour 4.

### Tour 3B
Le Canada est qualifié directement pour la Coupe du monde 2011 en gagnant au total 47-30. Les États-Unis sont reversés au Tour 4.
- États-Unis 12 - 6  Canada
- Canada 41 - 18  États-Unis

## Tour 4
Les États-Unis sont qualifiés pour la Coupe du monde 2011 en gagnant au total 54-28. L'Uruguay dispute le barrage.
- Uruguay 22  - 27  États-Unis
- États-Unis 27 - 6  Uruguay